# Sideband addressing
In informatica, il sideband addressing è una funzionalità della porta AGP che massimizza l'efficienza e il throughput della connessione separando il bus degli indirizzi da quello dei dati tramite l'aggiunta di 8 linee da 8 bit ciascuna (Sideband Address Port). Questo consente al controller grafico di ricevere nuove richieste e comandi anche mentre sulle 32 linee principali (Main Address/Data Lines) vi è flusso di dati. Il risultato è quello di migliorare nel complesso il throughput della porta AGP.